# Justice du royaume de France
 (septembre 2023).
Faire régner la Justice sous l'Ancien Régime en France est la première des attributions du roi, qui lui-même est considéré comme la tenant de Dieu, et qui la délègue à des officiers qu'il nomme et à des juridictions qu'il est chargé d'organiser. Le pouvoir d'engager la guerre est considéré comme faisant partie des attributions de justice.
Rendre la justice, selon Jean Domat, consiste à permettre à chacun de recevoir ou de jouir paisiblement de ce qui lui revient, conformément aux lois, c'est-à-dire aux usages et aux coutumes établis. Et puisque c'est Dieu, en raison de son amour parfait, qui a la plus haute et la plus parfaite idée de ce qui est juste pour le plus petit des hommes, rédiger les lois revient à rechercher la volonté divine, et rendre la justice à contribuer à faire régner sa volonté sur Terre.
La fonction de faire la loi (pouvoir législatif) est en principe complètement distincte de celle de rendre la justice (pouvoir judiciaire) qui appartient aux juges ou aux arbitres. Cependant, sous l'Ancien Régime en France, le pouvoir de faire la loi est un acte de justice à part entière, puisque dans l'ancien droit français héritier du droit romain, une « bonne loi » est une loi « qui est juste et qui poursuit la justice ». Ainsi, le droit ne découlait pas de la norme, mais la norme découlait du droit (la République française fonctionne aujourd'hui sur le renversement de ce principe : c'est la justice qui est soumise à la règle — fut-elle une règle injuste —, la légitimité d'une loi reposant désormais sur « l'expression de la volonté générale », laquelle volonté n'est en rien gage de justice).
En matière de droit, la portée du pouvoir politique était beaucoup plus réduite qu'aujourd'hui : en effet, ni le Roi, ni ses officiers de justice (magistrats) n'avaient de pouvoir législatif dans les domaines du droit civil, ni non plus du droit canon, ces droits relevant soit de la coutume, soit de l'antique droit romain, soit de l'Église pour le droit canon. La diversité des droits, héritée d'une longue accumulation d'héritages et de coutumes, faisait qu'il était impossible, même au Roi le plus absolu, d'y changer quoi que ce soit.
Le roi est titulaire de l'ensemble du pouvoir judiciaire qu'il délègue, toutes les décisions de justice se rendent donc en son nom.

## Les lois

### Origine du droit civil et criminel
Sous l'Ancien Régime, les lois ne procèdent pas de la volonté d'un législateur humain, mais de la tradition rédigée sous la forme de coutumes locales ou du droit romain (devenu lui aussi des coutumes locales). C'est le roi qui a l'initiative de faire recueillir les coutumes qu'il fait ensuite rédiger et publier, mais il n'a pas le pouvoir de les changer.

### Origine du droit canon
Le droit canon concerne l'organisation des institutions du Clergé, ainsi que le domaine religieux, en particulier celui des sacrements. Il s'ensuit que le mariage, en particulier les cas d'empêchement au mariage pour consanguinité et les cas de dissolution (annulation, séparation, divorce) relèvent du droit canon.

### Règlements d'administration publique
Le roi, par ses édits, ses ordonnances, ses déclarations, ses lettres patentes, a un pouvoir législatif dont le domaine est presque essentiellement celui qu'on appelle actuellement les règlements d'administration publique, c'est-à-dire celui d'organiser l'armée, la justice, la monnaie, les impôts, les territoires, les professions, les marchés, etc.
Il s'ensuit que c'est au roi qu'appartient par ses édits, déclarations et lettres patentes, de créer, de réformer et de maintenir les institutions judiciaires, y compris de fixer ou de réformer les règles de procédures civiles, criminelles, fiscales, etc.

## L'organisation de la Justice
La procédure inquisitoire avait été réorganisée par Colbert avec les ordonnances civile (en 1667), criminelle (en 1670) et commerciale (en 1673).
Par ailleurs le chancelier Henri François d'Aguesseau avait adopté des ordonnances sur les donations (en 1731, les testaments (en 1735) et les substitutions (en 1747, cette dernière interdisant toutes fondations nouvelles d'établissement de mainmorte et rappelant que toute libéralité doit être autorisée par le roi).
Selon l'importance, la nature et le montant de l'objet de l'affaire, le justiciable pouvait faire valoir ses droits auprès de différentes instances de justice :
- les justices seigneuriales ne jugeant que les cas les plus minimes, en déclin prononcé depuis le XVIIe siècle

Ensuite, c'est la hiérarchie des cours de justice royales :
- châtellenie, prévôté, vicomté, viguerie ou baylie : l'appellation variait selon les zones géographiques ; elle constituait le premier ressort des affaires les plus courantes.
- bailliage, sénéchaussée
- présidial
- parlement ou d'autres cours souveraines, telles que le Conseil souverain ou le Conseil supérieur.

En outre, il existait des institutions financières, qui jugeaient des contentieux fiscaux : recette des finances, bureau des finances, Cour des aides et chambre des comptes.
- La Cour des monnaies, créée en 1552, connaissait d'affaires monétaires civiles et criminelles ratione materiae, en raison de la fabrication des monnaies et par extension de l'emploi de métaux précieux, et ratione personae pour les métiers liés au secteur des métaux précieux, depuis les mineurs jusqu'aux monnayeurs en passant par les changeurs, les joaillers etc.

De plus il existait des tribunaux ecclésiastiques, les officialités qui jugeaient selon le droit canon. Il y avait trois degrés, diocèse, province ecclésiastique et primatie.
Sous Louis XV en 1771, le chancelier Maupeou tenta de simplifier le système par dissolution des parlements et création de conseils supérieurs, au nombre de six, dans le ressort de l'ancien parlement de Paris et d'autres en province, composés de magistrats recrutés selon leur mérite et payés par le roi. Cependant, la réforme se heurta à l'opposition des parlementaires, fut annulée à son avènement par Louis XVI en 1774 et n'eut pas le temps de produire tous les effets escomptés.
Les différents ordres ne relevaient pas non plus des mêmes juridictions. Ainsi, le clergé était-il jugé par les officialités, et les nobles par le tribunal du point d'honneur institué par Louis XIV ou, pour les affaires criminelles, par les chambres de la Tournelle.
Les nobles n'étaient pas non plus passibles des mêmes peines que les roturiers (ainsi la décollation au lieu de la pendaison comme peine capitale).
Dans les greffes de chaque juridiction se trouvaient une dizaine d'offices différents, dont le « greffe au sac » ou « garde-sac » qui avait pour mission de recevoir les pièces de procédure (témoignages, dossier d'instruction, jugement, pièces à conviction) et de les placer dans des sacs de jute ou en cuir, les sacs de procès.